# Limnophora obscurisquama
Limnophora obscurisquama este o specie de muște din genul Limnophora, familia Muscidae, descrisă de Stein în anul 1908.
Este endemică în Insulele Canare. Conform Catalogue of Life specia Limnophora obscurisquama nu are subspecii cunoscute.